# Tignatine
 (juillet 2024).
Si vous disposez d'ouvrages ou d'articles de référence ou si vous connaissez des sites web de qualité traitant du thème abordé ici, merci de compléter l'article en donnant les références utiles à sa vérifiabilité et en les liant à la section « Notes et références ».
Tignatine ou Tigounatine (en amazigh : ⵜⵉⴳⵏⴰⵜⵉⵏ ; en arabe : تڭنتين) est un village de la tribu berbère Ida ou Nadif (en amazigh : ⵉⴷⴰ ⵓⵏⴰⴷⵉⴼ ; en arabe :إذونظيف) que les autorités marocaines ont changé en Ida ounidif إذونظيف. 
Les habitants de cette région sont donc appelés Anidif (au singulier) ou Inidifn (au pluriel, en amazigh : ⴰⵏⵉⴷⵉⴼ , ⵉⵏⵉⴷⵉⴼⵏ ; en arabe : انِظِف،إنِظِفْنْ). Le village est situé dans la région de Souss-Massa, province de Taroudant, cercle d'irherm du Maroc.

## Géographie
Par rapport à la tribu des Inda Ounidif ou Ida Ounidif, le village se situe au centre de la région tribale nommée Ait Guizt (en amazigh : ⴰⵉⵜ ⴳⵉⵣⵜ ; en arabe : ايت ڭيزت ). Le village est surtout connu car ces habitants possèdent énormément de parcelles destinées à la culture de l'orge. Ils ont aussi insisté pour déplacer le centre marchand d'Adar, qui était situé près du Douar Adar, qui est lui-même dans un emplacement très stratégique pour tous les villages voisins. La route régionale 106 passant sur leurs parcelles, un des anciens de Tignatine a incité les familles à donner à l'État de grosses parcelles afin d'installer le nouveau souk municipal, afin de pouvoir bénéficier de la mise en valeur de leurs parcelles dans le futur. Le nouveau souk gardera le nom de l'ancien et deviendra plus tard le centre de la commune rurale Adar, appelée par ses autochtones Azaghar.
Le village s'est installé sur une ancienne grande forge Anoud (en amazigh : ⴰⵏⵓⴷ ; en arabe : انوذ ), des récits disent que les forgerons y travaillaient l'argent et l'or, leur travail était réputé dans tous l'Atlas, ils ornaient les dagues et nimchas. Mais à force de subir les assauts de voleurs, ils émigrèrent, laissant place aux trois principales familles existantes de Tignatine.